# Восход (Балашовский район)
Восход — посёлок в Балашовском районе Саратовской области России в составе сельского поселения Барковское муниципальное образование.

## География
Находится на расстоянии примерно 22 километров на восток-юго-восток от районного центра города Балашов.

## История
Официальная дата основания 1872 год. По другим данным — 1969. Посёлок представляет собой гарнизон воинской части 44231.

## Население
Постоянное население не было учтено как в 2002 году, так и в 2010.